# Alessandro Franchi
Alessandro Franchi (Roma, 25 de junio de 1819-ibídem, 31 de julio de 1878) fue un cardenal y arzobispo católico italiano.

## Biografía
Hijo de un notario, estudió en el Seminario Romano donde obtuvo el doctorado en teología en 1841. En la Universidad de Roma La Sapienza consiguió una licenciatura in utroque iure.
Fue ordenado sacerdote el 16 de marzo de 1842. Franchi entró por sus propias capacidades gracias al cardenal secretario de Estado, Luigi Lambruschini.
En 1848, en el ámbito de la Primera Guerra de la Independencia Italiana, le fue encomendada la delicada misión diplomática de ir con el emperador Fernando I de Austria, para convencerlo, en vano, de aceptar la renuncia a los territorios de los Habsburgo en Italia.
En 1853 fue enviado a Madrid como encargado de asuntos ad interim. El 19 de junio de 1856 fue nombrado arzobispo titular de Tesalónica y recibió la consagración episcopal el 6 de julio del mismo año por parte del Papa Pío IX.
Al mismo tiempo fue nombrado nuncio apostólico en Florencia (entonces capital del Gran Ducado de Toscana), donde desempeñará un gran papel al oponerse a la política de unificación italiana llevada a cabo por Camillo Benso, conde de Cavour. Después de la expulsión del Gran duque Fernando IV y la anexión de la Toscana al Reino de Cerdeña en 1859, Franchi regresa a Roma donde es nombrado Secretario de Asuntos Eclesiásticos.
En 1868 es enviado por segunda vez a Madrid como nuncio apostólico, pero al año siguiente tuvo que ser reclamado por la expulsión de la reina Isabel II a causa de la Revolución de 1868. Participó en los trabajos preparatorios del Concilio Vaticano I. Cuando a causa de la proclamación en el concilio del dogma la infalibilidad papal se abre un cisma en la Iglesia armenia, Franchi es enviado a Constantinopla para negociar con el Sultán las posiciones de la Santa Sede y garantizar el reconocimiento del patriarca "infalibilista" Hassun. Gracias a las negociaciones con el Gran Visir consigue su objetivo, mas a la muerte de este último es impedida la aplicación de los acuerdos alcanzados.
Franchi fue creado cardenal en el consistorio del 22 de diciembre de 1873 y el 16 de enero de 1874 recibió el título de Santa María en Trastevere. Al año siguiente fue nombrado prefecto de Propaganda Fide, donde desarrolló una intensa y exitosa actividad.
A la muerte del Papa Pío IX, en el cónclave de 1878 Franchi fue uno de los simpatizantes de la candidatura del cardenal Pecci, el cual, es elegido y que asume el nombre de León XIII, lo nombra inmediatamente cardenal secretario de Estado. Aboga por un cambio de rumbo con una política más moderada. Ya había logrado algunos éxitos tanto en Baviera como en Prusia, cuando Franchi muere repentinamente el 30 de julio de 1878 a causa de una fiebre de malaria, no sin que alguien sospechase de algún envenenamiento. Fue sepultado en el Cementerio comunal monumental Campo Verano.